# Clashes
Clashes – czwarty album studyjny polskiej piosenkarki Brodki. Wydawnictwo ukazało się 13 maja 2016 nakładem wytwórni muzycznej Kayax (w Polsce) i Play It Again Sam (w Europie).
Nagrania zarejestrowane zostały w Los Angeles przez amerykańskiego muzyka i producenta muzycznego, Noaha Georgesona. Na płycie pojawia się m.in. Stella Mozgawa (perkusistka zespołu muzycznego Warpaint).
Album zadebiutował na 1. miejscu polskiej listy sprzedaży – OLiS. Wydawnictwo uzyskało status platynowej płyty, przekraczając liczbę 30 tysięcy sprzedanych kopii. Materiał promowały single: „Horses”, „Santa Muerte”, „Up in the Hill” i „My Name Is Youth”.
W marcu 2017 wydawnictwo uzyskało nominację do nagrody polskiego przemysłu fonograficznego Fryderyka w kategorii: Album roku alternatywa, Utwór roku („Horses”) i Teledysk roku („Up in the Hill”). Ostatecznie piosenkarka wygrała w pierwszej kategorii.

## Lista utworów
Opracowano na podstawie materiału źródłowego.
| Nr  | Tytuł utworu         | Długość |
| --- | -------------------- | ------- |
| 1.  | „Mirror Mirror”      | 2:23    |
| 2.  | „Horses”             | 3:58    |
| 3.  | „Santa Muerte”       | 3:39    |
| 4.  | „Can’t Wait for War” | 3:00    |
| 5.  | „Holy Holes”         | 3:50    |
| 6.  | „Haiti”              | 3:48    |
| 7.  | „Funeral”            | 3:47    |
| 8.  | „Up in the Hill”     | 3:23    |
| 9.  | „My Name Is Youth”   | 1:58    |
| 10. | „Kyrie”              | 2:04    |
| 11. | „Hamlet”             | 3:20    |
| 12. | „Dreamstreamextreme” | 2:54    |
|     |                      | 38:04   |

## Pozycja na liście sprzedaży
| Kraj   | Lista (2016)              | Najwyższa pozycja |
| ------ | ------------------------- | ----------------- |
| Polska | Oficjalna Lista Sprzedaży | 1                 |

| Kraj   | Lista (2016)                    | Pozycja |
| ------ | ------------------------------- | ------- |
| Polska | Związek Producentów Audio-Video | 13      |

## Certyfikat
| Kraj          | Certyfikat      | Sprzedaż |
| ------------- | --------------- | -------- |
| Polska (ZPAV) | platynowa płyta | 30 000+  |